# Hypodryas agrotera
Hypodryas agrotera är en fjärilsart som beskrevs av Johann Andreas Benignus Bergsträsser 1780. Hypodryas agrotera ingår i släktet Hypodryas och familjen praktfjärilar. Inga underarter finns listade i Catalogue of Life.